# NGC 7139
NGC 7139 је планетарна маглина у сазвежђу Цефеј која се налази на NGC листи објеката дубоког неба.
Деклинација објекта је + 63° 47' 32" а ректасцензија 21h 46m 8,4s. Привидна величина (магнитуда) објекта NGC 7139 износи 13,3 а фотографска магнитуда 13,0. NGC 7139 је још познат и под ознакама PK 104+7.1, CS=18.1.